# Brunbröstad dvärgspett
Brunbröstad dvärgspett (Picumnus nebulosus) är en fågel i familjen hackspettar inom ordningen hackspettartade fåglar.

## Utbredning och systematik
Brunbröstad dvärgspett förekommer i sydöstra Brasilien, nordöstra Argentina, Uruguay och östra Paraguay. Den behandlas som monotypisk, det vill säga att den inte delas in i några underarter.

## Status
IUCN kategoriserar arten som nära hotad.